# Anthracoceros

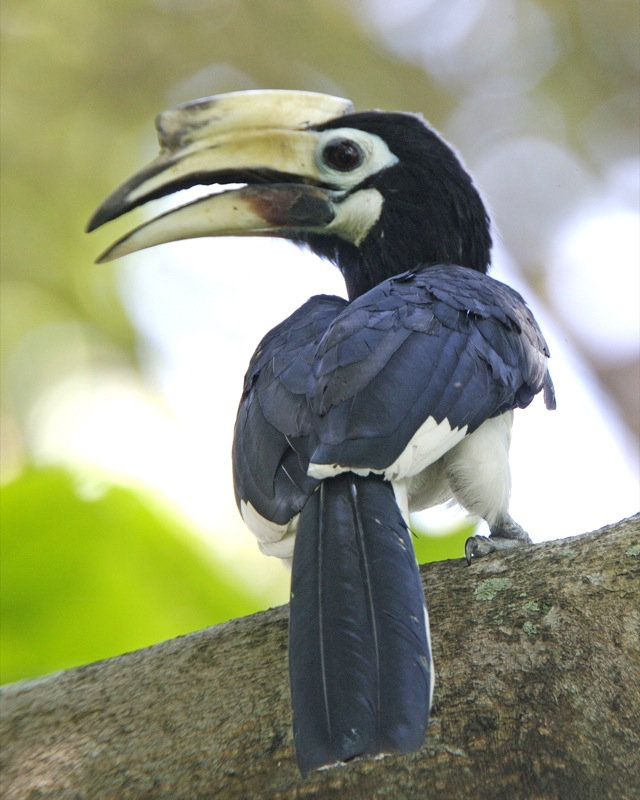
Femmina di bucero orientale.

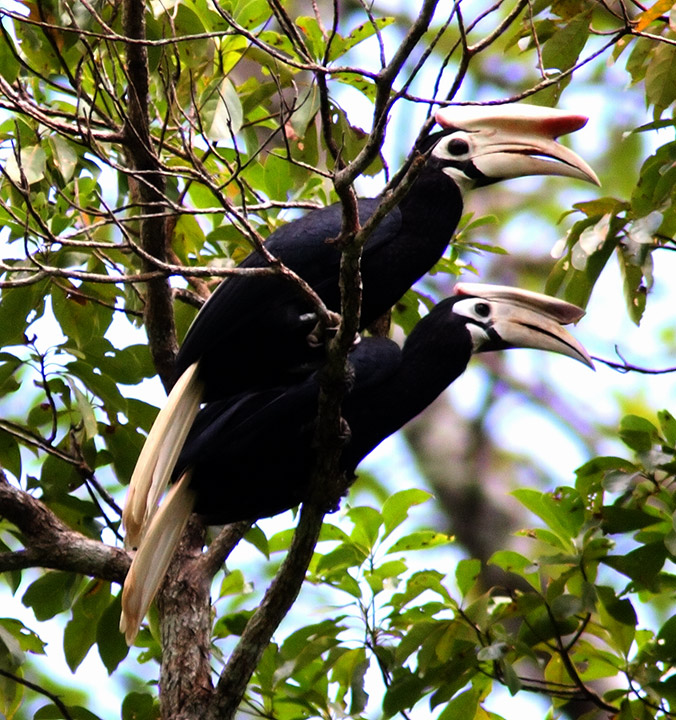
Bucero di Palawan.

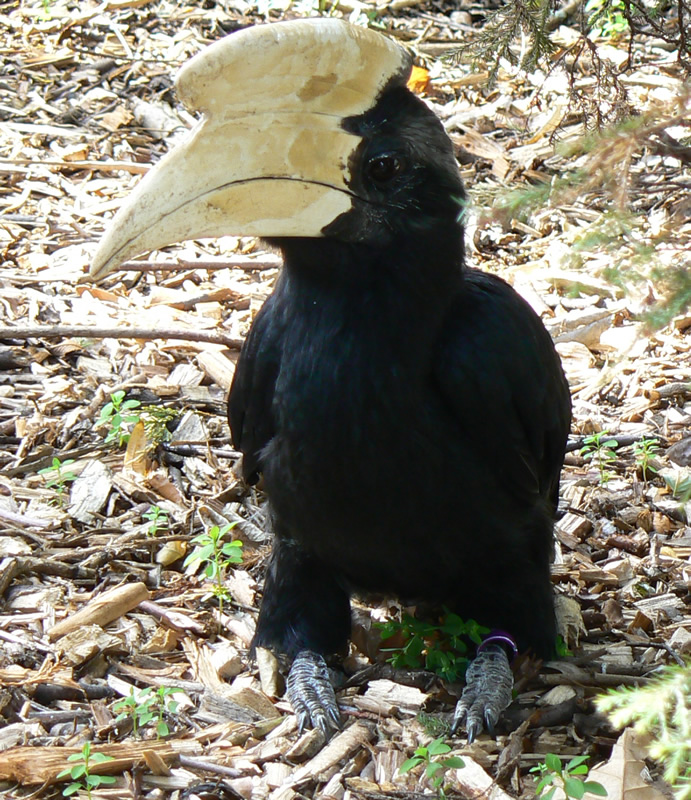
Maschio di bucero nero.

Anthracoceros (Reichenbach, 1849) è un genere della famiglia dei Bucerotidi. Le specie che vi fanno parte sono caratterizzate tutte da un piumaggio bianco e nero, anche se la quantità di bianco è generalmente piccola. Nel bucero nero, ad esempio, il bianco è limitato ad un'ampia fascia all'estremità delle piume esterne della coda e nel bucero di Palawan sono bianche solamente le penne timoniere.
Delle cinque specie esistenti, solo il bucero orientale non è in pericolo di estinzione. Il bucero coronato è considerato «prossimo alla minaccia» dalla IUCN, il bucero nero e il bucero di Palawan sono considerati «vulnerabili» e il bucero delle Sulu è ritenuto «in pericolo critico». Originariamente si trovava su tre isole dell'arcipelago delle Sulu, nelle Filippine, ma probabilmente oggi è presente solamente a Tawi-Tawi, dove sopravvivono circa 27 individui sessualmente maturi.

## Descrizione
Le specie appartenenti a questo genere raggiungono una lunghezza corporea compresa tra 50 e 70 centimetri. Presentano tutte un becco sormontato da un casco ben sviluppato, a forma di corno o di elmo, che termina affusolandosi o interrompendosi improvvisamente prima dell'estremità del becco.
Le zone di pelle intorno agli occhi e alla gola sono glabre. Tranne che nel bucero delle Sulu queste zone facciali prive di piume sono piuttosto estese.
Il dimorfismo sessuale è poco marcato. Le femmine sono di solito un po' più piccole dei maschi e in alcune specie presentano uno schema dei colori del becco differente o il casco di forma leggermente diversa. Il piumaggio di entrambi i sessi è identico. Nel bucero delle Sulu anche il colore dell'iride è diverso. Nel bucero di Palawan maschio e femmina sono pressoché identici: la femmina differisce dal maschio, oltre che per le dimensioni leggermente inferiori, solo per il colore degli occhi. Fa eccezione solo il bucero nero, la cui femmina presenta il becco di forma notevolmente diversa.
I giovani sono simili agli adulti: hanno solo un becco meno sviluppato e privo di casco.

## Biologia
La dieta delle specie di Anthracoceros è costituita prevalentemente da frutti. Questi uccelli non bevono, ma ricavano i liquidi necessari al loro fabbisogno dai frutti che mangiano. Integrano il loro menu con proteine animali sotto forma di insetti e piccoli vertebrati. Nel bucero orientale, una specie che è stata studiata molto accuratamente, la gamma dei vertebrati che figurano nella sua dieta è risultata essere molto ampia. Un bucero orientale in cattività era solito catturare rondini ed estrildidi che volavano nelle vicinanze, mentre altri esemplari sono stati visti catturare con successo dei pesci in stagni poco profondi. Tra gli altri vertebrati che compaiono sul menu del bucero orientale figurano nidiacei di varie specie più piccole di uccelli, alcuni dei quali prelevati direttamente dai loro nidi nelle cavità degli alberi, nonché uccelli più piccoli adulti, pipistrelli, lucertole e serpenti. Vengono mangiati anche scorpioni, lumache, coleotteri, grilli, scarafaggi, falene, farfalle, cavallette e termiti.
Le specie di Anthracoceros nidificano nelle cavità degli alberi: dopo aver deposto le uova, il maschio e la femmina, il primo dall'esterno, la seconda dall'interno, sigillano l'ingresso della cavità con argilla, terra e i propri escrementi. Nella parete rimane aperta solo una piccola fessura attraverso la quale la femmina e i nidiacei vengono nutriti dal maschio. La covata comprende da una a quattro uova che vengono deposte ad almeno due giorni di distanza. Il periodo di cova è di 25-30 giorni, quello dell'allevamento dei piccoli di 49-63 giorni.
Mentre è chiusa all'interno del nido, la femmina effettua la muta del piumaggio.

## Distribuzione e habitat
I rappresentanti di questo genere si incontrano dall'India alla Cina meridionale, spingendosi a sud, attraverso la penisola malese, fino al Borneo, a Palawan e all'arcipelago delle Sulu. L'areale del bucero orientale è particolarmente vasto: con le sue due sottospecie è presente dai piedi dell'Himalaya indiano, attraverso il Nepal e la Cina meridionale, all'Indonesia. Al contrario, il bucero di Palawan è endemico di Palawan, un'isola delle Filippine lunga 450 km e larga nel suo punto massimo fino a 40 km, nota per il suo alto livello di biodiversità e di endemismi.
Queste specie vivono nelle foreste primarie sempreverdi, nelle foreste secondarie, nelle zone boschive aperte e ai margini delle foreste.

## Tassonomia
Il genere comprende le seguenti specie:
- Anthracoceros marchei Oustalet, 1885 - bucero di Palawan;
- Anthracoceros albirostris (Shaw, 1808) - bucero orientale;
- Anthracoceros coronatus (Boddaert, 1783) - bucero coronato;
- Anthracoceros montani (Oustalet, 1880) - bucero delle Sulu;
- Anthracoceros malayanus (Raffles, 1822) - bucero nero.